# 洛倫佐·西塔迪尼
洛倫佐·西塔迪尼（義大利語：Lorenzo Cittadini；1982年12月17日—）是一位意大利橄欖球運動員。他是意大利國家橄欖球隊的一員，代表意大利參加了2015年世界盃橄欖球賽。